# Pimpinella aromatica
Pimpinella aromatica är en flockblommig växtart som beskrevs av Friedrich August Marschall von Bieberstein. Pimpinella aromatica ingår i släktet bockrötter, och familjen flockblommiga växter. Inga underarter finns listade i Catalogue of Life.